# Ao Vivo na Flórida
Ao Vivo na Flórida é o segundo álbum ao vivo do cantor Carlinhos Felix, lançado em 2001. Foi gravado na Flórida, nos Estados Unidos e reuniu grandes sucessos do cantor em sua carreira solo e dentro do Rebanhão, como "Taças de Cristais", "Baião", dentre outras, além de "Mão no Arado", do Grupo Logos e "Falando de Vida" da Banda e Voz. Conteve a participação de Abraham Laboriel no baixo, Mark Simmons na bateria, Jetro da Silva no teclado, Zé Canuto no sax e flauta, Azeitona na guitarra e violão acústico e Ebenezer da Silva na percussão.

## Antecedentes
Durante a década de 1990, Carlinhos Felix começou a se apresentar com frequência nos Estados Unidos e formar amizades com músicos estrangeiros e brasileiros que moravam no país. Já no final da década de 1990, no entanto, ele resolve se mudar para o país, onde mora por alguns anos. Foi neste contexto que foi gravado Ao Vivo na Flórida.

## Gravação
O álbum foi gravado com uma série de músicos brasileiros e estrangeiros. Jetro Alves, que trabalhou com Felix em Coisas da Vida aparece novamente, bem como o produtor e saxofonista Zé Canuto. O destaque ficou por conta do baixista Abraham Laboriel, que grava as canções do álbum. O repertório misturou sucessos solo de Felix com covers de artistas e bandas como Grupo Logos, Igreja Batista Morumbi e Rebanhão.

## Lançamento e recepção
| Críticas profissionais | Críticas profissionais |
| Avaliações da crítica  | Avaliações da crítica  |
| Fonte                  | Avaliação              |
| ---------------------- | ---------------------- |
| O Propagador           | [ 3 ]                  |

Ao Vivo na Flórida foi lançado em 2001 pelo selo independente Honor Music e foi um sucesso de crítica. O guia discográfico do O Propagador atribuiu uma cotação de 4,5 estrelas de 5 para o álbum, afirmando que Ao Vivo na Flórida é "o melhor trabalho ao vivo de Carlinhos".

## Faixas
A seguir lista-se as faixas, compositores e durações de cada canção de Ao Vivo na Flórida, segundo o encarte do disco.
| N.º            | Título                                               | Compositor(es)                                                        | Duração |  |
| 1.             | "Baião"                                              | Janires Magalhães Manso                                               | 6:40    |  |
| 2.             | "Mão no Arado"                                       | Adauto José                                                           | 4:37    |  |
| 3.             | "Amo Você"                                           | Carlinhos Felix                                                       | 3:34    |  |
| 4.             | "Graças"                                             | Carlinhos Felix                                                       | 6:06    |  |
| 5.             | "Tu Vives Entre os Querubins"                        | Alberto Tavares                                                       | 4:05    |  |
| 6.             | "Falando de Vida"                                    | Carlinhos Felix                                                       | 4:18    |  |
| 7.             | "Holy"                                               | Livingston Farias                                                     | 4:22    |  |
| 8.             | "Primeiro Amor"                                      | Aurélio Rocha                                                         | 3:40    |  |
| 9.             | "Pout-Pourri: (Alma Abatida / Alvo Mais que a Neve)" | Paulo Leivas Macalão / Henry S. Perkins, Versão: Henry Maxwell Wright | 3:53    |  |
| 10.            | "Taças de Cristais"                                  | Janires Magalhães Manso                                               | 4:52    |  |
| Duração total: | Duração total:                                       | Duração total:                                                        | 45:02   |  |

## Ficha Técnica
A seguir estão listados os músicos e técnicos envolvidos na produção de Ao Vivo na Flórida:
- Direção Artística: Carlinhos Felix
- Produção Musical e Arranjos: Carlinhos Felix e Zé Canuto
- Baixo: Abraham Laboriel
- Bateria: Mark Simmons
- Teclados: Jetro da Silva
- Saxofone e Flauta: Zé Canuto
- Guitarras e Violão Acústico: Azeitona
- Violão: Carlinhos Felix
- Percussão: Ébenezer da Silva